# Jean Brachet
Jean Brachet (ur. 19 marca 1909 w Brukseli, zm. 10 sierpnia 1988) – belgijski biochemik, embriolog, który przyczynił się do ustalenia roli RNA w syntezie protein.

## Życiorys
Był synem embriologa Alberta Bracheta. Uczęszczał do Ecole Alsacienne w Paryżu i do Athenee Royal d’lxelles w Brukseli. Studia medyczne ukończył na Université Libre w Brukseli w 1934. Karierę naukową rozpoczął w pracowni Alberta Dalcq'a. W 1934 spędził rok w Cambridge, pracując wspólnie z Josephem Needhamem. W tym samym roku ożenił się. Jego brat zginął podczas wojny domowej w Hiszpanii. Po powrocie z Anglii prowadził swoje badania w Auderghem, gdzie znalazł się w zespole badawczym wspólnie z R. Jeenerem. W 1937 uzyskał grant Fundacji Rockefellera i przebywał w Princeton i Woods Hole. 
W 1941 z powodu okupacji prace na jego uczelni zawieszono. Sam Brachet był przez kilka tygodni przetrzymywany jako zakładnik przez Niemców na zamku w Huy. Po wypuszczeniu na wolność przeniósł się do Liège, gdzie zajmował się metabolizmem kwasów nukleinowych. Po wyzwoleniu Belgii przez Aliantów Brachet wraz z Jeenerem podjęli się reaktywacji pracowni, późniejszego Wydziału Biologii Molekularnej ULB. Brachet pracował przy tworzeniu tam struktur instytutów biochemii, biofizyki i genetyki. 
W latach 1945-1946 przebywał na misji naukowej w Wielkiej Brytanii i USA. W 1946 został visiting professorem Instytutu Pasteura, a w 1947 Uniwersytetu Pennsylvania. W latach 40. i 50. sprawował jeszcze funkcję visiting professora w Indian Cancer Research Centre oraz w Instytucie Rockefellera. Z kolei na uniwersytetach w Liège, Gandawie i Louvain przebywał jako Francqui Professor. W 1964 dawał wykłady na Uniwersytecie w Teksasie. W latach 60. należał do jednej z grup roboczych Euratomu badających wpływ promieniowania radiacyjnego na organizmy żywe w laboratorium w Sint-Genesius-Rode.
Został wybrany do rady European Molecular Biology Organization. Był członkiem m.in. National Academy of Sciences i Royal Society. Działał w organizacji Lekarze przeciw Wojnie Nuklearnej i był współtwórcą frankofońskiej gałęzi tego stowarzyszenia. Przeciwstawiał się teoriom łysenkizmu. Po II wojnie światowej wstąpił do partii komunistycznej, z której jednak wystąpił po wizycie w ZSSR i osobistym spotkaniu z Łysenką.

## Odkrycia naukowe
Jednym z pierwszych osiągnięć Bracheta było zasugerowanie, że obowiązująca w czasie jego studiów teoria o podziale kwasów nukleinowych na zwierzęce i roślinne jest błędna. Swoją teorię udowodnił, badając jeżowce na stacji w Roscoff w Bretanii. 
Dalsze zainteresowania naukowe skierował ku związanemu z tym problemowi subkomórkowej obecności kwasów nukleinowych. Wykorzystując Metodę Feulgena, zwrócił uwagę na koncentrację RNA w rejonie jądra komórkowego. W wyniku swoich badań doszedł do wniosku, że RNA jest zaangażowane w syntezę protein, co ogłosił w 1944. Wcześniej, w 1942, zaprezentował metodę rozróżniania DNA od RNA podczas badania histologicznego. Dokonał tej konstatacji równolegle i niezależnie od szwedzkiego naukowca, Torbjörna Casperssona. Przypuszczenie to zostało potwierdzone w 1959 przez grupę badaczy kierowaną przez Paula Zamecnika.
Brachet brał również udział w badaniach mających na celu sprawdzenie postulowanych wówczas w nauce tez o udziale jądra komórkowego i cytoplazmy w procesie oddychania komórkowego. W latach 50. udowodnił, że do syntezy RNA dochodzi w jądrze komórkowym. Wraz ze swoim zespołem badawczym w Auderghem badał procesy oogenezy, roli jądra komórkowego, czy informacyjnego RNA; w latach 60. w jego instytucie wyodrębniono pierwsze mRNA ssaka. W latach 70. pracował nad metodami śledzenia aktywnych genów w DNA.

## Wybrane publikacje
- Embryologie Chimique (1944)[10] (tłum. angielskie w 1950)[2]
- Biochemical Cytology (1957)[2]
- Introduction to Molecular Embryology (1974)[10][2]
- Molecular Cytology (1985)[10]

## Nagrody naukowe
W 1936 otrzymał przyznawaną przez Belgijską Akademię Nauk nagrodę Van Benedenów. Ta sama organizacja przyznała mu w 1940 nagrodę im. Agathona do Pottera, w 1943 nagrodę im. Leo Errery i w 1953 nagrodę im. Alberta Bracheta. W 1948 otrzymał nagrodę Fundacji Francqui. Belgijska Królewska Akademia Medycyny przyznała mu w 1950 nagrodę im. A. Slosse, w 1971 nagrodę Sciences médicales fondamentales, i w 1972 Prix quinquennal des Sciences medicales. W 1966 zdobył Nagrodę Heinekena przyznawaną przez Holenderską Akademię Nauk. W 1969 otrzymał od Paryskiej Akademii Nauk nagrodę im. Mayera. Otrzymał honorowe stopnie naukowe dziewięciu instytucji naukowych belgijskich i zagranicznych.

## Odznaczenia
- Krzyż Zasługi Cywilnej 1. klasy 1940-1945[15]
- Krzyż Kawalerski Orderu Leopolda, 1942[15],
- Krzyż Oficerski Orderu Korony, 1948[15]
- Krzyż Oficerski Orderu Leopolda, 1954[15]
- Medal Zasługi Cywilnej 1. klasy, 1960[15]
- Krzyż Komandorski Orderu Korony, 1961[15]
- Krzyż Oficerski Legii Honorowej, 1971[15]
- Wielki Krzyż Oficerski Orderu Korony, 1972[15]